# Yigoga ochrina
Yigoga ochrina är en fjärilsart som beskrevs av Otto Staudinger 1897. Yigoga ochrina ingår i släktet Yigoga och familjen nattflyn. Inga underarter finns listade i Catalogue of Life.